# الاحتراق الساطع (فلم)
الاحتراق الساطع (بالإنجليزية: Burning Bright) هو فيلم رعب وإثارة تم إنتاجه في الولايات المتحدة وصدر سنة 2010 بطولة برينا ايفيجن وغاريت ديلاهونت وتشارلي طحان.

## القصة
في مقاطعة مونتجمري، «كيلى تايلور» تستعد للرحيل إلى الجامعة، وتعتزم أن تأخذ أخاها الصغير؛ المصاب بمرض التوحد لإحدى الهيئات المتخصصة. تكتشف أن ليس لها أي رصيد في البنك، حينما تعود إلي المنزل، تكتشف أن زوج والدتها قام بسحب كل رصيدهم، ليقوم بشراء نمر من أجل عرض السفاري؛ الذي يجهز له، واستخدم بقية الأموال لتحصين المنزل ضد الأعاصير. تستيقظ كيلى ذات يوم لتجد نفسها محبوسة في المنزل هي وأخيها مع النمر في مكان واحد.

## وصلات خارجية
- مقالات تستعمل روابط فنية بلا صلة مع ويكي بيانات